# Villamayor (Orense)
Villamayor (llamada oficialmente Santa María de Vilamaior de Caldelas) es una parroquia y un lugar del municipio español de Castro Caldelas, en la provincia de Orense, Galicia.

## Toponimia
La parroquia también es conocida por los nombres de Santa María de Vilamaior y Santa María de Villamayor.

## Organización territorial
La parroquia está formada por cuatro entidades de población:
- Casares (Os Casares)
- Casfiel
- Villamayor (Vilamaior)
- Vilar de Oleiros

## Demografía

### Parroquia
| Gráfica de evolución demográfica de Villamayor (parroquia) entre 2000 y 2022 |
|                                                                              |
| Datos según el nomenclátor publicado por el INE.                             |

### Lugar
| Gráfica de evolución demográfica de Villamayor (lugar) entre 2000 y 2022 |
|                                                                          |
| Datos según el nomenclátor publicado por el INE.                         |